# Branden vid King's Cross
Branden vid King's Cross avser den brand som utbröt vid 19.30-tiden den 18 november 1987 i tunnelbanestationen King's Cross St. Pancras, en av de livligaste trafikpunkterna i London tunnelbanesystem. 31 personer omkom och ett drygt 60-tal skadades. Brandens startade i en rulltrappa och dess intensitet var initialt oförklarligt och den kriminaltekniska undersökningen resulterade i upptäckten av ett vätskeflödefenomen som var helt okänd för det vetenskapliga samfundet vid den tidpunkten. Den efterföljande offentliga utredningen ledde till införandet av nya regler för brandsäkerhet.

## Branden
Enligt vittnesrapporter hade röklukt liknande bränt gummi eller plast känts på övre delen av rulltrappan vid 19:15-tiden. Klockan 19:30 hade en person sett att rök trängt upp från övre delen av rulltrappans sattsteg och uppmärksammade en biljettkontrollant om detta. Sex minuter senare, klockan 19:36, kom första larmet in till larmcentralen. Branden började i rulltrappan och hade orsakats av en tändsticka, som slängts och fallit ner mellan rulltrappans sättsteg och en sidovägg. Branden, som troligtvis började som en mindre glödhärd, alstrade brännbara gaser som ansamlades i utrymmet under rulltrappan och spred sig vidare till utrymmena ovanför och till biljetthallen. En snabb övertändning skedde och giftiga gaser bildades genom förbränning av material i tak och väggar. Klockan 21:15 var över 200 brandmän med 30 brandbilar på plats, klockan 21:48 var branden under kontroll och klockan 01:46 rapporterades det att branden vara helt släckt.

## Räddningsarbete

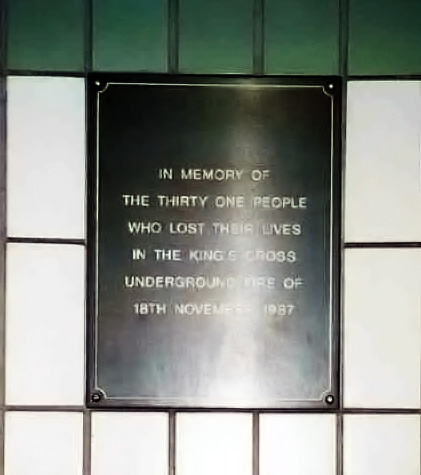
Minnestavla över branden 1987.

De skadade som lyckades ta sig upp från biljetthallen och förbindelsegångarna omhändertogs av ambulanspersonal, gavs första hjälpen och transporterades till sjukhus. Från sjukhusen sändes ingen sjukvårdsgrupp till platsen men fyra läkare ur BASICS anlände till skadeplatsen cirka en timme efter branden börjat. Dess huvudsakliga arbetet blev att bistå räddningspersonalen i identifieringsarbetet på olycksplatsen. 14 ambulanser användes i transporten till sjukhus, 26 personer, de flesta med brännskador, fördes till de två sjukhus som utsetts till "designated hospitals". De mest allvarligt brännskadade personerna fördes direkt till brännskadeavdelning vid två andra sjukhus.
De flesta av de omkomna hittades i biljetthallen. Omkomna hittades också i tunnlar och korridorer mot gatuplan i anslutning till biljetthallen. En hel del av de omkomna var svårt sönderbrända och fick identifieras genom kontroll av tandställning. Ambulanstillgången vid tidpunkten för olyckan var god och någon fördröjning av transporten av skadade till sjukhus förelåg ej. På sjukhusen skedde vid tidpunkten för olyckan personalbyte och tillgången på sjukvårdspersonal var således god.